# Keratella slacki
Keratella slacki is een raderdiertjessoort uit de familie Brachionidae. De wetenschappelijke naam van deze soort is voor het eerst geldig gepubliceerd in 1963 door Bērzinś.